# Валле-ди-Камполоро
Валле-ди-Камполоро (фр. Valle-di-Campoloro, корс. E Valle di Campoloru) — коммуна во Франции, находится в регионе Корсика. Департамент коммуны — Верхняя Корсика. Входит в состав кантона Кастаньичча. Округ коммуны — Бастия.
Код INSEE коммуны — 2B335.

## Население
Население коммуны на 2008 год составляло 300 человек.
| 1962 | 1968 | 1975 | 1982 | 1990 | 1999 | 2008 |
| ---- | ---- | ---- | ---- | ---- | ---- | ---- |
| 121  | 146  | 163  | 174  | 253  | 263  | 300  |

## Экономика
В 2007 году среди 177 человек в трудоспособном возрасте (15—64 лет) 111 были экономически активными, 66 — неактивными (показатель активности — 62,7 %, в 1999 году было 53,6 %). Из 111 активных работали 99 человек (59 мужчин и 40 женщин), безработных было 12 (2 мужчины и 10 женщин). Среди 66 неактивных 19 человек были учениками или студентами, 20 — пенсионерами, 27 были неактивными по другим причинам.